# Hans Ertl
Hans Ertl, avstrijski hokejist, * 30. januar 1909, Dunaj, † 17. julij 1978, Steyr, Avstrija.
Ertl je za avstrijsko reprezentanco nastopil na enih olimpijskih igrah in več evropskih prvenstvih, kjer je bil dobitnik po ene srebrne in bronaste medalje.